# Podworzec (Jawór)
Podworzec – część wsi Jawór położona w Polsce, w województwie świętokrzyskim, w powiecie jędrzejowskim, w gminie Sobków.
W latach 1975–1998 Podworzec administracyjnie należał do województwa kieleckiego.